# William Kempe
Pour les articles homonymes, voir Kempe.
William Kempe, appelé également Will Kemp, mort sans doute le 2 novembre 1603, était un acteur anglais de la période élisabéthaine ayant appartenu à la troupe du lord chambellan, pour laquelle Shakespeare a vraisemblablement commencé à écrire. Kempe est principalement connu pour ses rôles de clown dans lesquels il s'est spécialisé. Il fait également partie des premiers actionnaires du théâtre du Globe avec Shakespeare. Il est considéré par ses contemporains comme le successeur du grand clown, Richard Tarlton tant dans la faveur de la reine que dans l'opinion du public.

## Biographie

### Jeunesse
On ignore ses origines, et si plusieurs pistes sont évoquées par les historiens du théâtre, aucune d'elles n'a été retenue. Martin Butler dans le Oxford Dictionary of National Biography évoque une éventuelle parenté avec les Kempe d'Olantigh près d'Ashford dans le comté du Kent. Cette hypothèse est renforcée par le récit du voyage des trois frères Shirley qui sont apparentés à ces Kempe par leur mère. Lorsque William Kempe rencontre les Shirley en Italie, et se présente à eux, sir Anthony Shirley, à l'énoncé de son nom, l'accueille chaleureusement.

### Troupe de Leicester
Kempe a probablement commencé sa carrière théâtrale dans la troupe d'acteurs patronnée par Robert Dudley, comte de Leicester, un favori de la reine. En effet, le nom de Kempe apparaît pour la première fois dans une lettre écrite par Thomas Dudley, postée à Calais le 12 novembre 1585, donnant le nom de ceux qui restent à Dunkerque, puis dans une lettre écrite le 24 mars 1586 à Utrecht par sir Philip Sidney à son beau-père, Francis Walsingham, maître espion de la reine Élisabeth. En effet Kempe, avec quelques autres comédiens, comme le dramaturge et acteur comique Robert Wilson, sont suffisamment appréciés pour être admis dans la suite tapageuse de leur patron, le comte de Leicester, parti en 1585 à Flessingue commander les troupes anglaises aux Pays-Bas pendant la Guerre de Quatre-Vingts Ans.
Dans cette cour comtale installée à l'étranger, mais au moins aussi grandiose que la cour royale de Londres, ce qui provoquera d'ailleurs la colère d'Élisabeth, Kempe fait office de bouffon entre 1585 et 1588. En 1586, il est employé à acheminer des dépêches des Pays-Bas à Londres, pendant que les autres membres de la troupe se rendent à la cour de Saxe à l'invitation de Christian Ier. Depuis les Pays-Bas, Kempe semble s'être ensuite rendu au Danemark en septembre 1586, où la troupe est reçue avec enthousiasme par le roi Frédéric II. Là Kempe touche plusieurs mois de salaire en tant qu'« instrumentiste », plus un mois supplémentaire comme cadeau au moment du départ. En 1587, il fait très probablement partie de la fraction de la troupe de Leicester en tournée à Stratford-upon-Avon, à laquelle Shakespeare aurait pu se joindre pour se rendre pour la première fois à Londres, et débuter ainsi sa carrière de dramaturge,.

### Troupe de Lord Strange
C'est grâce à une série de coïncidences que sa carrière, jusque-là chaotique, va devenir celle du principal clown du théâtre élisabéthain. Pendant son séjour aux Pays-Bas, Kempe a développé un savoir-faire non verbal, jouant sur des expressions corporelles. Autant son prédécesseur Richard Tarlton, le grand clown de l'époque, est excessivement laid, autant Kempe est gros ; aussi un tel homme, se mouvant ou dansant avec grâce et coquetterie, provoque immanquablement l'admiration et le rire. Tarlton meurt le 3 septembre 1588 à Shoreditch, laissant vacant cet emploi important. Le lendemain, le 4 septembre, Robert Dudley, comte de Leicester et patron de la troupe, meurt à son tour près de Maidenhead. Privé de protecteur, Kempe intègre la compagnie de Lord Strange avec une réputation de danseur de gigue.
Edward Alleyn est le directeur de cette troupe. Le 6 mai 1593, l'autorisation de jouer à l'intérieur d'une zone de sept milles autour de Londres leur est donnée par le Conseil privé. Six noms figurent sur cette liste et Kempe en est le second : Alleyn, Kempe, Pope, Heminges, Phillips et Bryan, montrant l'importance prise par Kempe dans la troupe. Burbage et Shakespeare rejoignent peu après ce groupe.
On trouve aussi son nom mentionné en 1593 sur l'autorisation de voyager de la troupe.

### Troupe du lord chambellan

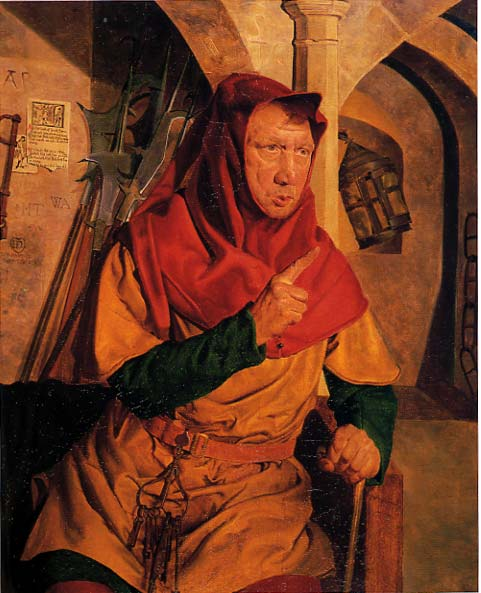
Dogberry dans Beaucoup de bruit pour rien, rôle tenu par Kempe, puis repris par Armin

La mort soudaine de Ferdinando Stanley, lord Strange en avril 1594 oblige Kempe à changer à nouveau de patron. Le petit groupe d'acteurs, comprenant entre autres Richard Burbage et Shakespeare, se met sous la protection de Henry Carey, 1er baron Hunsdon, nommé depuis juillet 1585 lord Chamberlain, fonction très importante dans le milieu du théâtre, puisque c'est lui qui est chargé de contrôler le contenu des pièces et d'en autoriser la production. Ce petit groupe d'acteurs va former le noyau de la troupe du lord chambellan. Kempe en devient un membre important, puisque le 15 mars 1595, son nom figure, avec ceux de Shakespeare et de Burbage, sur le bordereau de paiement pour des spectacles joués devant la cour les 26, 27 et 28 décembre 1594. Ce document porte aussi la première mention directe à Shakespeare travaillant dans le milieu théâtral londonien, et c'est la première référence à Shakespeare comme membre de la troupe.
La troupe dispose à Shoreditch d'un théâtre, baptisé « The Theater », appartenant à James Burbage, mais construit sur un terrain loué, et elle joue aussi parfois à Cross Keys Inn, utilisant probablement le premier en été, et le second en hiver. George Carey meurt le 23 juillet 1596, son fils George lui succède, d'abord comme baron Hunsdon, la troupe devenant celle de lord Hunsdon, puis comme lord chambellan, la troupe reprenant alors son ancien nom.
Lorsque le bail du « Theater » s'achève en 1597, le bâtiment est démonté, et ses matériaux servent à bâtir à Southwark le théâtre du Globe. James Burbage étant mort entre-temps, ses fils Richard et Cuthbert reprennent l'affaire et en divisent le capital en deux : une moitié pour eux et l'autre moitié répartie entre les principaux comédiens : Shakespeare, Phillips, Heminges, Pope et Kempe.
On connaît certains rôles tenus par Kempe à cette époque. On sait ainsi qu'il a tenu le rôle de Peter dans Romeo et Juliette, et celui de Dogberry dans Beaucoup de bruit pour rien, ainsi que des rôles de bouffon, comme Lancelot Gobbo dans Le Marchand de Venise et Lance dans Les Deux Gentilshommes de Vérone. Par contre, on ignore s'il a tenu le rôle de Falstaff. Kempe en possède le physique et le genre comique, mais aucun document ne le confirme. Thorndike pense qu'il ne l'a pas joué, alors que Wiles soutient l'inverse dans son Shakespeare's Clown, ainsi que Potter et Shapiro, tandis que Peter Thomson est dubitatif, considérant que si Kempe, clown rustique, a été capable de jouer Falstaff et Bottom, c'est qu'il a fait de prodigieux progrès d'acteur, et ce qui rendrait étrange son départ de la troupe en 1599.

### Éventuel conflit avec Shakespeare
On ne connaît que de manière très parcellaire le répertoire joué par la troupe, mais il ne fait aucun doute que le sort de celle-ci dépend de plus en plus des pièces de leur dramaturge attitré, Shakespeare. Son succès s'évalue par le nombre de fois qu'ils jouent devant la reine pendant la saison de Noël : deux fois en 1594, cinq fois en 1595, six fois en 1596, quatre fois en 1597, trois fois en 1598, 1599 et 1600, quatre fois en 1601, soit bien plus que toutes les autres troupes réunies. L'importance de Shakespeare devient de plus en plus vitale pour la compagnie. Aussi si jamais un conflit naît entre lui et Kempe, comme plusieurs historiens du théâtre le pensent,, et comme l'a imaginé Anthony Burgess dans son roman Nothing Like the Sun, c'est à Kempe de s'en aller. Apparemment ses danses désuètes et ses chansons comiques ou obscènes ne sont plus dans le ton des pièces présentées par la troupe. Ces interludes impromptus à rallonge rompent le cours de l'intrigue et ne plaisent plus qu'à « quelques spectateurs obtus ». Kempe, héritier de Tarlton, se trouve désormais dans un système théâtral qui évolue rapidement dans les années 1590. Le théâtre du Globe, élitiste, a cependant toujours besoin de bouffons, mais cette bouffonnerie doit être subordonnée aux intérêts plus sérieux de l'intrigue ; ou alors elle est reléguée aux bas spectacles populaires de gigue ou de drolls,, que le théâtre du Globe ne veut plus produire.
Dans Hamlet, acte III, scène 2, lignes 36 à 43, pièce écrite quelque temps avant le départ de Kempe, Shakespeare, par la bouche d'Hamlet, semble lui faire la leçon :

« Que ceux qui jouent les bouffons n'en disent pas plus que ce qu'il y a dans leur rôle ; car il en est parmi eux qui rient eux-mêmes, pour faire rire un certain nombre de spectateurs obtus, au moment même où il faudrait faire attention à un point important de la pièce. C'est une friponnerie, et cela montre une bien pitoyable ambition chez le sot qui le fait. »

— Traduction Jean-Michel Déprats
Après avoir revendu ses parts dans le théâtre du Globe à Shakespeare, Heminges, Phillips et Pope, Kempe s'en va en faisant une plaisanterie aigre, traitant les membres de la troupe de « Shakerags » (Remueurs de chiffons). Il faudra du temps à la troupe de Shakespeare pour trouver un remplaçant à Kempe. Ce sera finalement Robert Armin, mais, à cause de cette absence, la pièce écrite entre-temps, Jules César, ne possède pas de rôle de bouffon.

### Nine Days Wonder

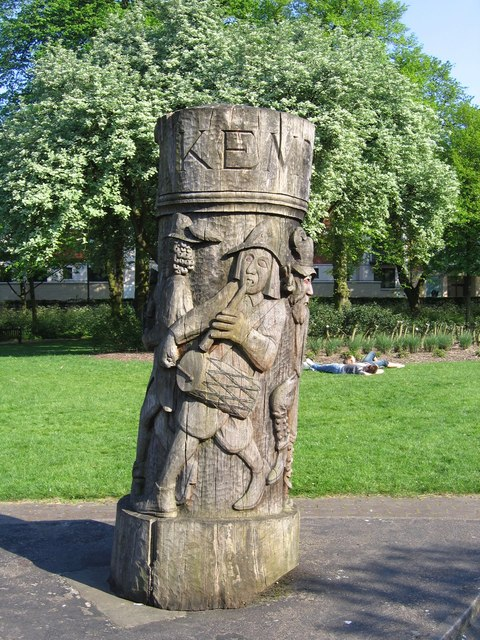
Sculpture en bois représentant William Kempe se trouvant dans les Chapelfield Gardens de Norwich

En 1600, Kempe décide d'aller de Londres à Norwich (190 kilomètres) en dansant tout le long du chemin la morris dance en neuf jours, épreuve qu'il baptise « Nine Days' Wonder ». Selon la coutume, il remet à des parieurs des sommes d'argent à trois contre un qu'il va réussir ce défi, mais il se plaindra plus tard qu'il ne put retrouver la plupart des parieurs et récupérer ses gains. Il part de Londres en dansant, accompagné d'un joueur de tambourin, d'un domestique et d'un surveillant, le premier lundi du carême. Mais, à cause de la fatigue et du mauvais temps, le périple, prévu pour neuf jours, en prend vingt-trois. Il reçoit malgré tout une récompense de 5 £ et une pension à vie de 40 shillings du maire de Norwich, qui a organisé son arrivée triomphale en ville. À son retour à Londres, Kempe publie le récit de son exploit, « écrit par lui-même pour contenter ses amis ». Cet événement puis son récit connaissent un grand retentissement. Ben Jonson y fait allusion dans sa pièce Every Man out of his Humour, où le personnage Carlo Buffone s'exclame :
- Would I had one of Kemp's shoes
- To throw after you !
- Que n'aie-je une des chaussures de Kempe,
- Pour te la jeter à la tête !

Il part ensuite seul pour une année en tournée sur le continent.
Martin Butler dans le Oxford Dictionary of National Biography suggère que Kempe aime voyager, et préfère les one man shows aux pièces jouées par toute une troupe avec les contraintes que cela comporte. Son départ de la troupe du lord chambellan serait alors motivé par des raisons de convenance personnelle et non par un conflit avec Shakespeare.

### Troupe de Worcester
En 1601, le nom de Kempe apparaît dans le livre de Philip Henslowe pour le compte de la troupe de Worcester. En 1602, son nom apparaît en seconde position dans la liste des acteurs de cette troupe. Il joue par exemple dans la pièce Une femme tuée par la bonté de Thomas Heywood.
Il reste dans cette troupe apparemment jusqu'à sa mort, car il est mentionné une dernière fois dans le livre de comptes de Henslowe en fin 1602.

### Mort
Le 2 novembre 1603, un homme, nommé William Kempe, est enterré à la paroisse St Saviour à Southwark, quartier des théâtres, sans certitude qu'il s'agisse de l'acteur, car l'événement ne suscite aucune attention, à une époque, il est vrai, où la mortalité due à la peste est considérable. Il est possible que Kempe ait survécu à l'épidémie, Katherine Duncan-Jones ayant trouvé des documents ultérieurs mentionnant un Will Kempe, domestique de Lady Hunsdon, veuve de l'ancien lord chambellan. Toutefois, à partir de 1603, il n'existe pas de document faisant état de lui dans le milieu du théâtre.
En 1607, il apparaît dans la pièce The Travels of the Three English Brothers (en) (« Les Pérégrinations de trois frères anglais ») de John Day, William Rowley et George Wilkins parmi d'autres personnages réels, mais romancés comme lui et les trois frères anglais : Sir Thomas, Sir Anthony et Robert Shirley.